# Rajecká Lesná
Rajecká Lesná (Hongaars: Frivaldnádas) is een Slowaakse gemeente in de regio Žilina, en maakt deel uit van het district Žilina.
Rajecká Lesná telt 1.265 inwoners.